# NGC 1117-2
NGC 1117-2 is een compact sterrenstelsel in het sterrenbeeld Ram. Het sterrenstelsel bevindt zich dicht bij NGC 1117-1 en NGC 1117A.

## Synoniemen
- PGC 200207
- UGC 2337
- ZWG 440.22